# Cheektowaga (Nowy Jork)
Cheektowaga – jednostka osadnicza w Stanach Zjednoczonych, w stanie Nowy Jork, w hrabstwie Erie.